# مرسول الحب (أغنية)
مرسول الحب هي أغنية عاطفية شعبية من المملكة المغربية. اشتهرت الأغنية ومغنيها عبد الوهاب الدكالي في كل الوطن العربي.

## عن الأغنية
- كلمات: حسن المفتي
- ألحان وغناء: عبد الوهاب الدكالي